# Sedel'nikovskij rajon
Il Sedel'nikovskij rajon (in russo Седельниковский район?) è un rajon dell'Oblast' di Omsk, nella Russia asiatica; il capoluogo è Sedel'nikovo. Istituito nel 1924, ricopre una superficie di 5.200 chilometri quadrati e consta di una popolazione di circa 11.000 abitanti.